# قوس دائري
القوس الدائري (أو المستدير) في العمارة هو اسم القوس ذو قطاع نصف دائري. ويشكل الأساس المعماري للعقد الأسطواني. كانت تتألف في الأصل من سلسلة من الاشكال الإسفينية المصنوعة من اللبن أو الطوب أو الحجر.
1. حجر الربط
2. اللبنة
3. المنحنى العلوي أو الخارجي للقوس
4. المسار العلوي للعمود الذي يدعم القوس
5. المنحنى السفلي أو الداخلي للقوس
6. ارتفاع
7. امتداد معلوم
8. دعامة

قوس البناء

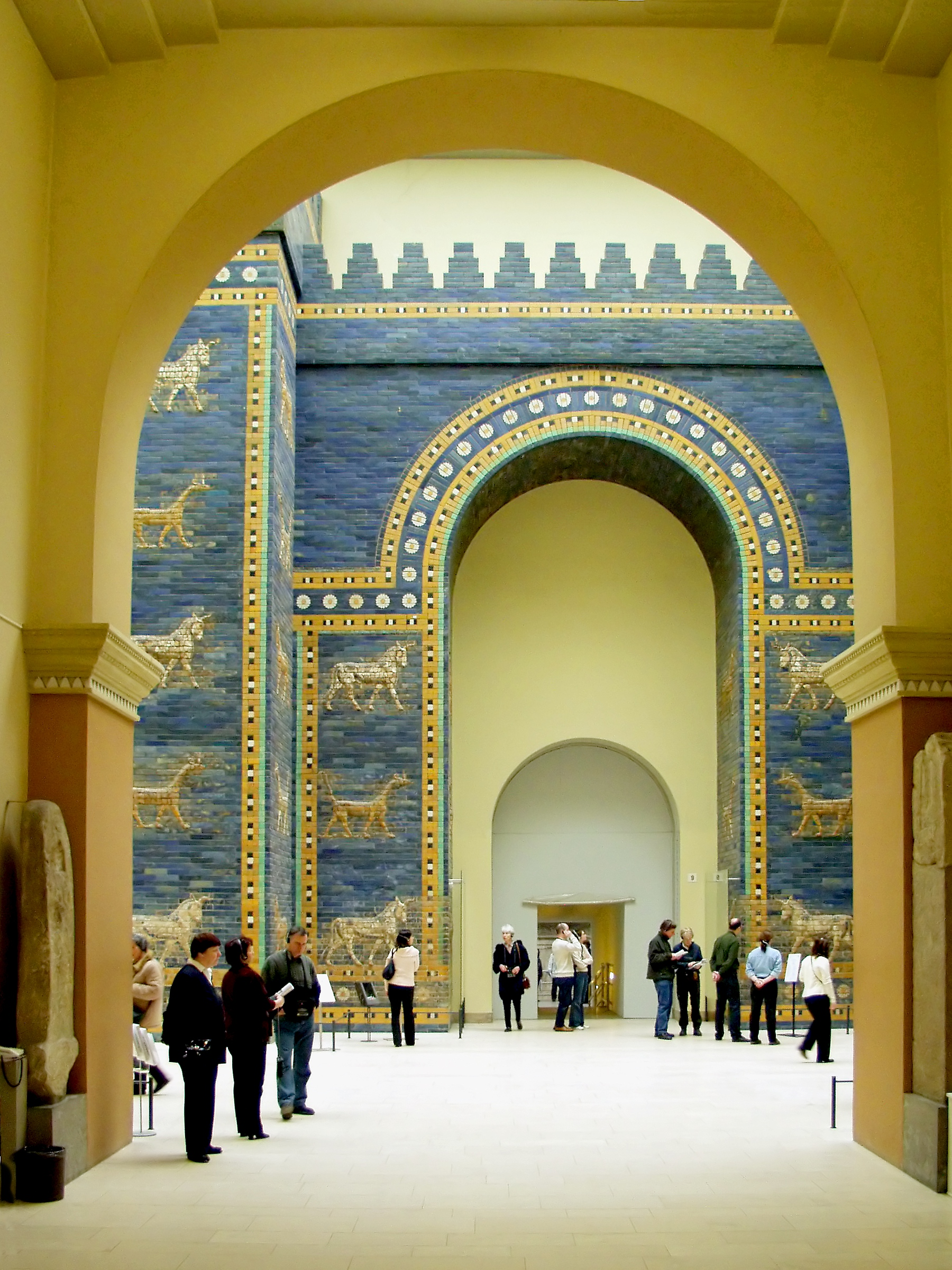
بوابة عشتار، البوابة الثامنة لمدينة بابل الداخلية (575 قبل الميلاد) كما أعيد بناؤها في متحف بيرغامون في برلين.

كانت الأقواس نصف دائرية تستخدم بشكل شائع للأقواس القديمة التي شيدت لحمل البناء الثقيل. 

## متغيرات القوس المستدير
بدءًا من الشكل الأساسية للقوس الدائري ، يمكن تمييز ثلاثة أشكال رئيسية لهذا العنصر المعماري.
1. القوس السفلي: حيث المركز موجود اسفل خط الارتكاز (أي الخط الأفقي الذي يربط نقاط دعم القوس).
2. القوس المرتفع ،حيث المركز موجود فوق خط الارتكاز؛ إنه القوس المميز لعمارة ما قبل الرومانسيك ، ولا سيما العمارة الأسترية.
3. القوس المكافئ: استخدمه الحثيون ، وقد تناوله المعماري غاودي مرة أخرى ، وإن كان بتصميم مختلف قليلاً.